# Сеннянский сельский совет (Харьковская область)
Сеннянский сельский совет — входит в состав Богодуховского района Харьковской области Украины.
Административный центр сельского совета находится в селе Сенное.

## История
- 1918 — дата образования.

## Населённые пункты совета
- село Сенное
- село Шийчино
- село Шубы